# Guan Wen
 (août 2017).
Si vous disposez d'ouvrages ou d'articles de référence ou si vous connaissez des sites web de qualité traitant du thème abordé ici, merci de compléter l'article en donnant les références utiles à sa vérifiabilité et en les liant à la section « Notes et références ».
Guan Wen (en chinois : 官文 ; 1798-1871) fut un éminent général chinois vice-roi du Zhili au service de la dynastie des Qing, au XIXe siècle.
Il sut rehausser le niveau d'efficacité (tombé au plus bas) de l'Étendard vert (l'armée régulière chinoise d'alors) lors de la révolte des Taiping, de 1850 à 1864.
Il contribua ainsi à éviter l'effondrement de la dynastie des Qing, avec d'autres personnalités telles que Zuo Zongtang et Li Hongzhang.